# Królestwo Planety Małp
Królestwo Planety Małp (ang. Kingdom of the Planet of the Apes) –  amerykański film science fiction z 2024 roku w reżyserii Wesa Balla.
Jest to kontynuacja Wojny o planetę małp z 2017 roku, mająca zapoczątkować kolejną trylogię franczyzy Planeta Małp.

## Fabuła
Wiele pokoleń po śmierci Cezara inteligentne małpy podzieliły się na klany, podczas gdy ludzie stali niemi i prymitywni. Noa, młody szympans z Orlego Klanu zajmującego się trenowanie drapieżnych ptaków, przygotowuje się wraz ze swoimi przyjaciółmi, Sooną i Anayą, do ceremonii bratniej więzi. W tym celu wraz z nimi udaje się na poszukiwanie jaja dzikiego orła. W drodze powrotnej odkrywają jednak obecność "echa" – człowieka pozbawionego mowy. Wieczorem Noa ponownie natrafia na dziewczynę, gdy ta kradnie zapasy w wiosce. Podczas ucieczki przypadkowo rozbija ona jego jajo orła. Noa udaje się na poszukiwanie zastępczego jaja, jednak natrafia na obcy klan zamaskowanych małp uzbrojonych w kije elektryczne. Udaje mu się ukryć, jednak najeźdźcy podążają za jego koniem prosto do Orlego Klanu. Noa wraca zbyt późno i widzi swoją wioskę w płomieniach. Przywódca najeźdźców, goryl Sylva, zabija ojca Noa i przywódcę klanu, Koro, a jego samego zrzuca z dużej wysokości.
Noa budzi się i odkrywa, że jego klan został porwany. Pochowawszy ojca postanawia wyruszyć odszukać pobratymców. Wędrując przez porośnięte roślinnością ruiny Los Angeles spotyka orangutana imieniem Raka, będącego ostatnim żyjącym członkiem zakonu kultywującego pamięć Cezara. Wieczorem do ich ogniska podchodzi ludzka dziewczyna z wioski. Raka daje jej jedzenie, przekonuje też Noa, by dał jej swój koc. Nadaje dziewczynie imię Nova. Początkowo niechętny Noa ostatecznie zgadza się, by Nova towarzyszyła im w wyprawie. Następnego ranka jednak zostają zaatakowani przez małpy pod wodzą Sylvy, poszukujących ludzkiej dziewczyny. Noa udaje się uratować Novę, która, ku jego zaskoczeniu, ujawnia, że potrafi mówić. Wyjawia też swoje imię: Mae. Wspólnie udają się na terytorium wroga, lecz na moście wpadają w zasadzkę Sylvy. Raka ratuje Mae przed utonięciem w rzece, sam jednak wpada do wody. Noa i Mae zostają schwytani i zawleczeni do kolonii małp nad brzegiem oceanu.
Na miejscu Noa odnajduje swój klan i poznaje samozwańczego króla małp, Proximusa Cezara. Biorąc inne klany w niewolę, używając do tego wypaczonych nauk Cezara, Proximus zmusza małpy do ciężkiej pracy przy próbach otwarcia starego bunkra, by dostać się do ukrytej w środku ludzkiej technologii. Mae tymczasem spotyka Trevathana, innego mówiącego człowieka, który uczy Proximusa o dawnym ludzkim świecie. Próbując pozyskać Noa do swojej sprawy, Proximus zaprasza go do siebie na kolację i wyjawia iż Mae nie była z nim szczera. Przestrzega go też, że ludziom nie wolno ufać. Chcąc uwolnić Orli Klan, Noa konfrontuje się z Mae i zmusza ją do wyjawienia prawdy. Mae mówi mu, że poszukuje "książki", która przywróci ludziom mowę. Wyjawia też, iż zna sekretne wejście do bunkra. Noa werbuje do pomocy Soonę i Anayę, po czym cała czwórka podkłada ładunki wybuchowe na tamie oddzielającej bunkier od oceanu. Trevathan odkrywa ich zamiary i próbuje ostrzec Proximusa, jednak Mae zabija go, po czym wyrzuca jego ciało do morza.
Grupa dostaje się do wnętrza bunkra. Mae oddziela się od reszty i odnajduje "książkę", którą okazuje się być klucz deszyfrujący do satelit. Tymczasem Noa wraz z przyjaciółmi odkrywa książkę dla dzieci, w której widzi małpy uwięzione w klatkach. Grupa dociera do wrót, jednak po drugiej stronie już czeka na nich Proximus ze swoimi zwolennikami oraz Orlim Klanem. Piorun, jeden z poruczników Proximusa, grozi Soonie nożem, jednak Mae zabija go strzałem z wykradzionego z bunkra pistoletu. Nie chcąc pozwolić Proximusowi dostać się do ludzkiej broni, Mae, pomimo protestów Noa, wysadza tamę w powietrze. Sama ucieka, podczas gdy woda zalewa bunkier wraz ze wszystkimi małpami uwięzionymi wewnątrz. Noa prowadzi Orli Klan do wyjścia, jednak zostaje zaatakowany przez Sylvę, którego po długim pościgu więzi między rurami i zostawia, by utonął. Gdy jednak wydostaje się na powierzchnię, zostaje zaatakowany przez Proximusa i brutalnie pobity. Ostatecznie odnajduje w sobie siły, by poprowadzić swój klan i wspólnie z nim przywołać orły, które atakują Proximusa, po czym zrzucają go z klifu do morza.
Po powrocie do domu, Noa, będąc już nowym przywódcą klanu, ponownie spotyka Mae. Wciąż jest na nią zły za zdradę oraz to, czego dowiedział się o ludziach i tego jak w przeszłości traktowali małpy. Oboje zastanawiają się czy pokój między ludźmi i małpami jest w ogóle możliwy, jednak żadne z nich nie potrafi na to odpowiedzieć. Na pożegnanie Noa daje Mae naszyjnik Raki z symbolem Cezara. Podczas gdy Noa, wraz z Sooną, powraca do ruin Los Angeles, by pokazać jej teleskop odkryty podczas wyprawy, Mae udaje się do osady inteligentnych ludzi w wciąż działającej bazie satelitarnej i daje przywódczyni grupy, Korinie, klucz deszyfrujący, którego ludzie używają, by reaktywować satelity i skutecznie skontaktować się z innymi inteligentnymi ludźmi na całym świecie.

## Obsada
- Owen Teague jako Noa
- Freya Allan jako Mae
- Kevin Durand jako Proximus Caesar
- Peter Macon jako Raka
- William H. Macy jako Trevathan
- Travis Jeffery jako Anaya
- Lydia Peckham jako Soona
- Neil Sandilands jako Koro

## Produkcja
W październiku 2016 roku Matt Reeves reżyser Ewolucji planety małp i Wojny o planetę małp powiedział, że ma pomysł na czwarty film z serii. W połowie 2017 roku stwierdził, że postać odgrywana przez Steve'a Zahna „poszerzyła” świat naczelnych poza grupę dowodzoną przez Cezara, dodając, że istnieją małpy „które dorastały bez korzyści płynących z przywództwa Cezara”. Zasugerował, że spotkanie takich odmiennych grup może wywołać między nimi konflikt i być może to będzie motywem przewodnim przyszłych produkcji.
W kwietniu 2019 roku, po przejęciu 20th Century Fox przez Walt Disney Company ogłoszono, że kolejne filmy z cyklu Planety małp znajdują się w fazie rozwoju. W sierpniu tego samego roku potwierdzono, że przyszłe produkcje zostaną osadzone w tym samym uniwersum, które zapoczątkował film Geneza planety małp w 2011 roku. W grudniu poinformowano, że scenarzystą i reżyserem nowej produkcji będzie Wes Ball.
W lutym 2020 roku Ball potwierdził, że film nie będzie restartem serii, lecz kontynuacją poprzednich filmów i skupi się na „dziedzictwie Cezara”. Joe Hartwick Jr. i David Starke zostali producentami, a w kwietniu ogłoszono, że Peter Chernin, który wraz ze swoją firmą Chernin Entertainment wyprodukował poprzednie filmy, będzie pełnił rolę producenta wykonawczego. W kolejnym miesiącu ogłoszono, że współautorem scenariusza zostanie Josh Friedman. 
We wrześniu 2022 roku ujawniony został tytuł filmu oraz to, że jego akcja będzie rozgrywać się wiele lat po wydarzeniach z poprzedniej części.
Główne zdjęcia rozpoczęły się w październiku 2022 roku w Disney Studios Australia w Sydney i zakończyły 15 lutego 2023 roku.
W czerwcu 2022 roku Disney i 20th Century Studios ogłosiły, że Królestwo Planety Małp będzie pierwszą częścią nowej trylogii. W grudniu 2023 roku potwierdził to reżyser Wes Ball, wyjaśniając, że film został pomyślany jako początek trylogii, która „dopasuje się do dziedzictwa” poprzednich trzech filmów.

## Odbiór

### Box office
Film przyniósł około 171 milionów dolarów przychodu z biletów w USA i Kanadzie oraz równowartość ponad 226 milionów w pozostałych krajach; w sumie 397,4 mln USD.

### Reakcja krytyków
Film spotkał się z pozytywną reakcją krytyków. W agregatorze recenzji Rotten Tomatoes 80% z 323 recenzji uznano za pozytywne, a średnia ocen wystawionych na ich podstawie wyniosła 7,0 na 10. Z kolei w agregatorze Metacritic średnia ważona ocen z 57 recenzji wyniosła 66 na 100.